# Czech Connect Airlines
Czech Connect Airlines war eine tschechische Fluggesellschaft mit Sitz in Ostrava und beheimatet auf dem Flughafen Brno sowie zeitweise auch auf Flughafen Karlsbad und dem Václav-Havel-Flughafen Prag.

## Geschichte
Czech Connect Airlines wurde 2011 gegründet.
Am 24. Januar 2012 stellte die Gesellschaft den Flugbetrieb ein und meldete Insolvenz an. Obwohl die Gesellschaft erst plante, den Flugbetrieb im Frühling desselben Jahres wieder aufzunehmen, retournierte man alle Flugzeuge schließlich an den Leasinggeber.

## Flugziele
Czech Connect Airlines bot Flüge von Tschechien nach Russland und in die Schweiz an.

## Flotte
Bis zur Einstellung des Flugbetriebs bestand die Flotte der Czech Connect Airlines aus zwei Flugzeugen:
| Flugzeugtyp    | Anzahl | bestellt | Anmerkungen                | Sitzplätze  |
| -------------- | ------ | -------- | -------------------------- | ----------- |
| Boeing 737-300 | 1      |          | übernommen durch Carpatair | 148 (—/148) |
| Boeing 737-400 | 1      |          |                            | 156 (—/156) |
| Gesamt         | 2      | —        |                            |             |